# St. Michael (Freiburg im Breisgau)

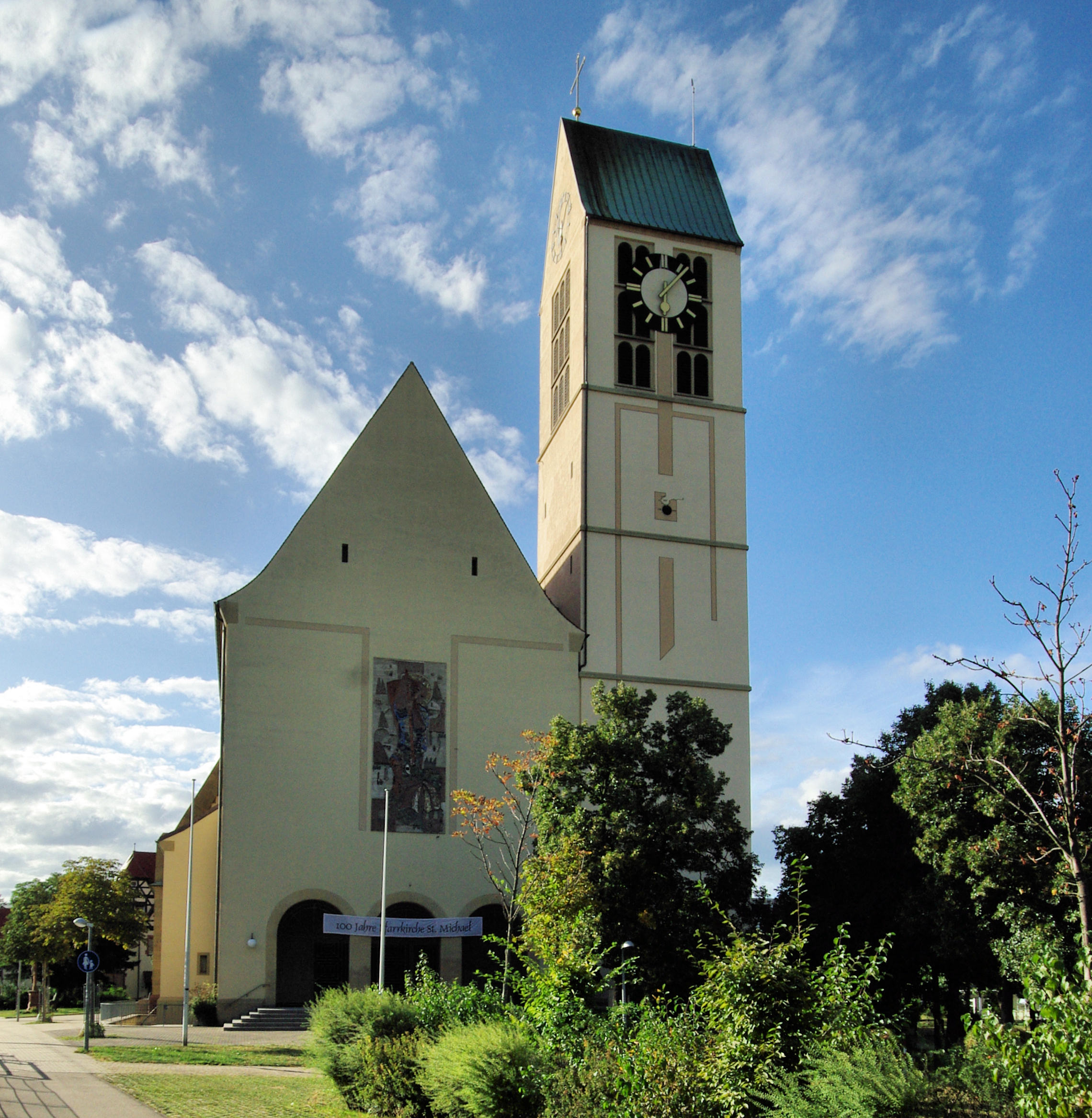
St. Michael, Freiburg-Haslach

St. Michael ist eine katholische Kirche im Freiburger Stadtteil Haslach. Sie wurde 1907 bis 1909 in neuromanischen Formen erbaut.

## Geschichte
In einer Urkunde des Klosters St. Gallen wird Haslach erstmals im Jahr 786 erwähnt. Eine Urkunde aus dem Jahr 1275 enthält den Hinweis auf eine eigene Pfarrkirche, die wohl dem heiligen Gallus geweiht war. Da Haslach zur Herrschaft Badenweiler des Hauses Baden gehörte, wurde der Ort evangelisch, weil die Landesherren sich der Lehre von Martin Luther anschlossen. Im Zuge dieser Reformation diente die Kirche, zunächst unverändert, der neuen Glaubensrichtung. Seit 1922 heißt dieses Kirchengebäude Melanchthonkirche.
Nachdem im 19. Jahrhundert vermehrt Katholiken nach Haslach zogen, wurde auch die Frage nach einem neuen Gotteshaus aktuell. 1866 wurde das „Kleine Kirchle“, errichtet und dem heiligen Michael geweiht. Da die Gemeinde stark wuchs, wurde am 17. Oktober 1909 ein erster Bauabschnitt der neuen St. Michaelskirche geweiht, der am 28. Juli 1907 von Raimund Jeblinger begonnen worden war. Durch einen zweiten Bauabschnitt und den Turmbau zwischen 1954 und 1956 wurde die Kirche in der heutigen Form fertig. Die alte Kirche, die St. Michaelskapelle ist noch erhalten und hat inzwischen eine neue Nutzung erfahren.

## Ausstattung
Der Korpus des Kreuzes sowie die Figuren Maria und Johannes über den Eingangstüren sind Kopien der Figuren am Triumphkreuz auf dem Lettner der Klosterkirche Wechselburg. Die Eichenholzfiguren wurden 1909 von Joseph Dettlinger geschaffen und in Gold- und Silberfarbe gefasst. Da Franz Schilling die malerische Ausgestaltung der Kirche übernahm, waren mit ihm, Dettlinger und Jeblinger jene drei Künstler am Werk, die auch beim Bau des Erzbischöflichen Ordinariats zusammengearbeitet hatten.
Die Neugestaltung durch den Breisacher Künstler Helmut Lutz, die von 1988 bis 1996 dauerte, fand durch ihre Bilder zum Thema Schöpfung und den neuen Zelebrationsaltar viel Aufmerksamkeit.
Orgel
1936 erhielt St. Michael eine Orgel der Firma M. Welte & Söhne mit 25 Registern auf zwei Manualen und Pedal. Sie wurde um 1950 teilweise klanglich verändert. 2020/21 wurde das wertvolle Instrument durch die Werkstatt Waldkircher Orgelbau Jäger & Brommer (Waldkirch) renoviert und in den Zustand von 1936 zurückgebracht.

## Glocken
In dem im zweiten Bauabschnitt in den 1950er Jahren hinzugefügten, weithin sichtbaren Kirchturm an der Nordostseite des Gebäudes hängt ein Geläut von fünf Glocken, die im Dezember 1960 von Friedrich Wilhelm Schilling in Heidelberg gegossen wurden:

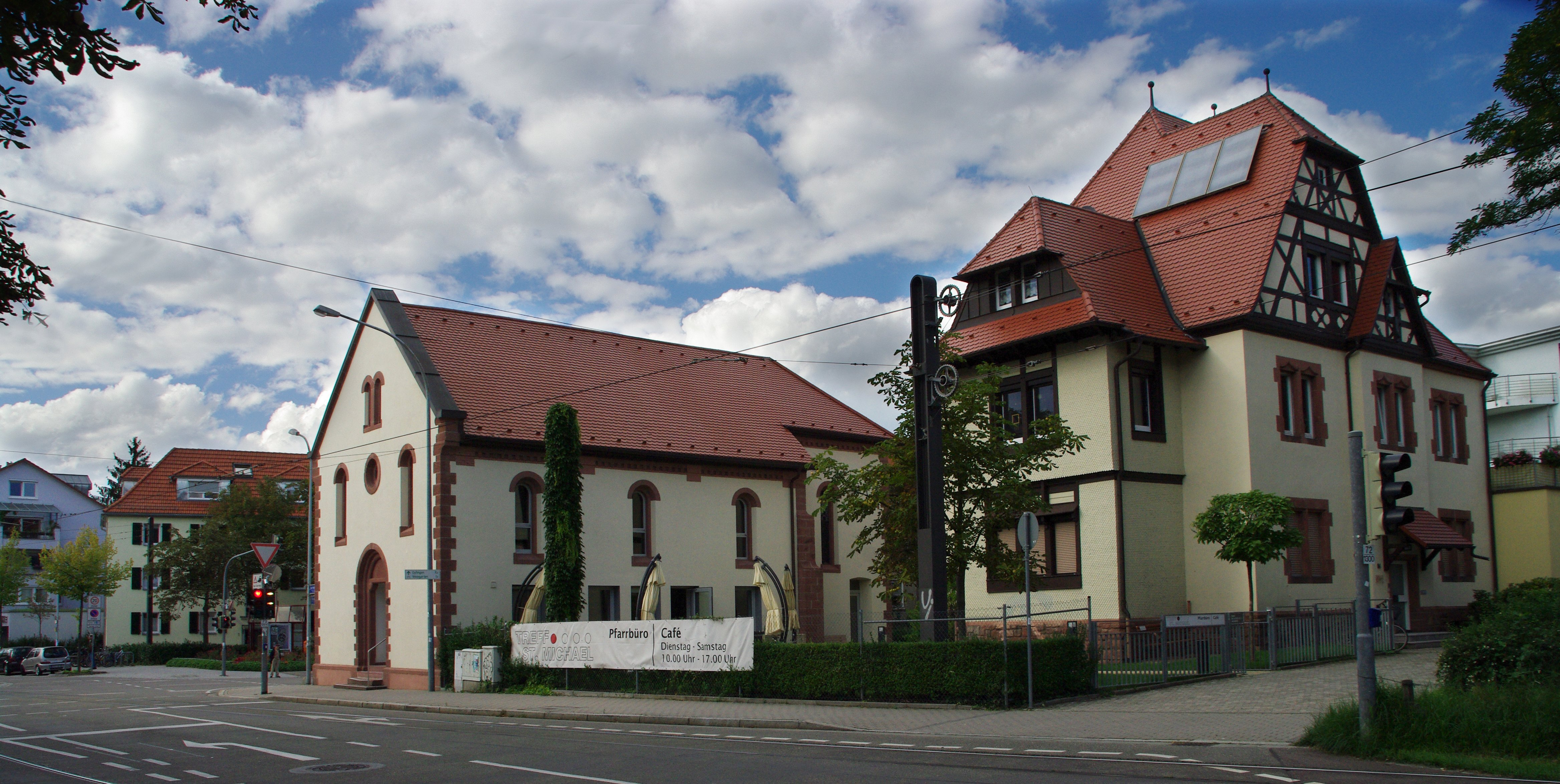
Das "alt Kirchle", die Kapelle St. Michael von 1866,
Vorgängerkirche der heutigen Pfarrkirche, und das Pfarrhaus

| Nr. | Name           | Gewicht kg | Ø (mm) | Schlagton |
| --- | -------------- | ---------- | ------ | --------- |
| 1   | Christusglocke | 2800       | 1640   | h         |
| 2   | Marienglocke   | 1900       | 1450   | cis′      |
| 3   | Michaelsglocke | 1550       | 1370   | dis′      |
| 4   | Johannesglocke | 850        | 1120   | fis′      |
| 5   | Stephanuglocke | 750        | 1070   | gis′      |

## Michaelskapelle
Im Jahr 2007 wurde die Michaelskapelle von 1866 in Kooperation mit der örtlichen Caritas zum Treffpunkt St. Michael umgebaut. Sie beherbergt nun ein Café und das Pfarrbüro.

## Kirchliche Organisation
Die Kirchen St. Michael, St. Andreas und St. Maria Magdalena bilden zusammen die Seelsorgeeinheit Freiburg-Südwest.